# Taumatina

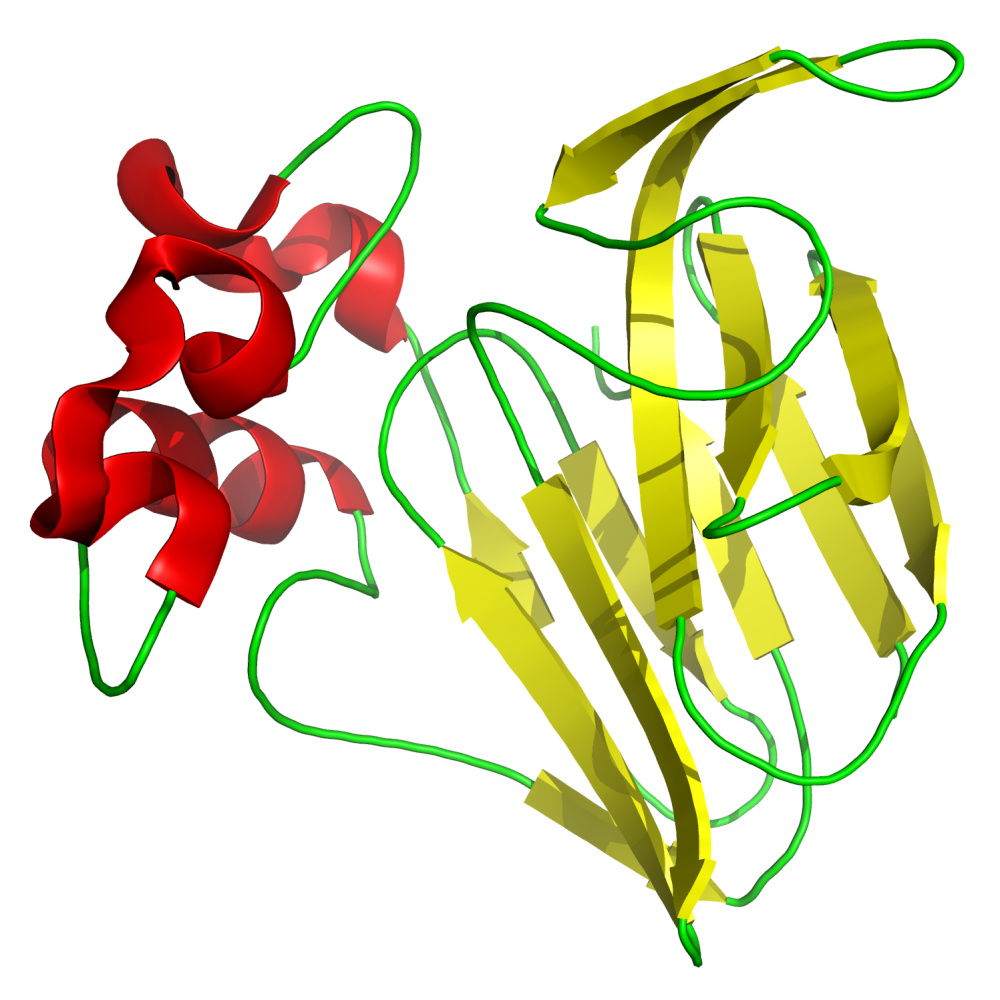
Estructura

La taumatina (en anglès Thaumatin) és un edulcorant baix en calories i també, sobretot, un modificador del sabor. És una proteïna natural.
Es va aïllar primer del fruit de la planta d'Àfrica occidental Thaumatococcus daniellii Bennett). Algunes de les proteïnes de la família de les taumatines són unes 2.000 vegades més potents que el sucre comú. El seu reragust és similar al de la regalèssia. La taumatina és molt soluble en aigua, estable a l'escalfament i estable en condicions àcides.

## Paper biològic
La taumatina es produeix en la planta Thaumatococcus daniellii com a resposta a l'atac de virus de les plantes. Algunes taumatines inhibeixen el creixement de les hifes i esporulació dels fongs (in vitro). Proteïnes similars a la taumatina es troben a les olives de l'olivera.

## Producció
Els fruits de Thaumatococcus daniellii localment es cultiven a l'Àfrica i els fruits presenten un aril que és on es concentra la taumatina.
L'ús de la taumatina com edulcorant està aprovat a la Unió Europea (E957), Israel, i Japó. Als Estats Units és considerat oficialment com a agent saboritzant segur (FEMA GRAS 3732).